# El Coral
El Coral est une municipalité nicaraguayenne du département de Chontales au Nicaragua.